# George P. Ikirt

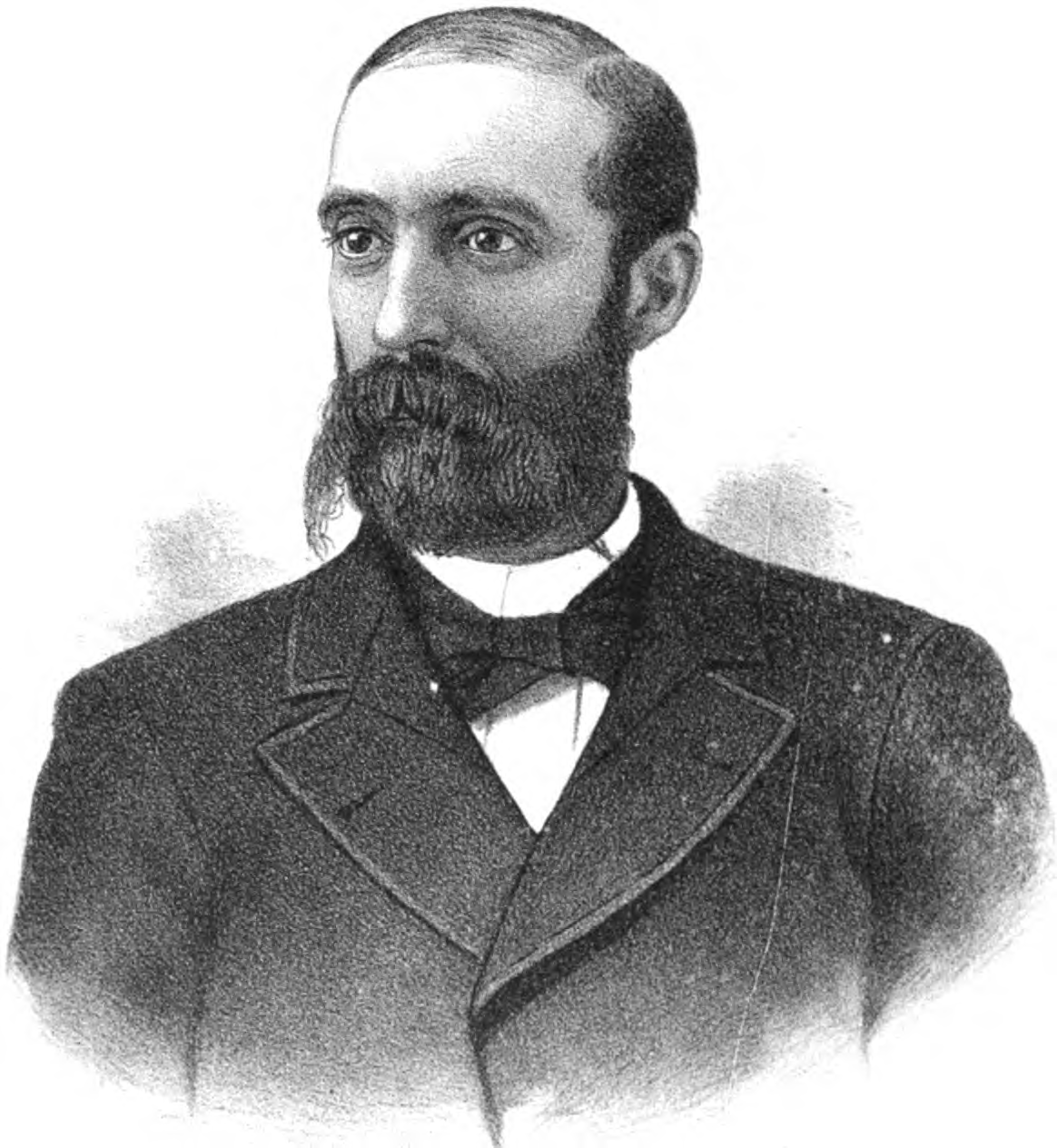
George P. Ikirt (1891)

George Pierce Ikirt (* 3. November 1852 im Columbiana County, Ohio; † 12. Februar 1927 in East Liverpool, Ohio) war ein US-amerikanischer Politiker der Demokratischen Partei. Vom 4. März 1893 bis zum 3. März 1895 war er Mitglied des Repräsentantenhauses der Vereinigten Staaten für den 18. Kongressdistrikt des Bundesstaates Ohio.

## Biografie
Ikirt wurde im Columbiana County geboren. Er besuchte die Schule in Lisbon. Sein angefangenes Jura-Studium musste er aufgrund gesundheitlicher Probleme abbrechen. Nachdem er diese überwunden hatte, studierte er Humanmedizin an der Ohio State University. 1877 schloss er dort ab. Er war daraufhin als Arzt in Ohio und in New York City tätig, wo er sich auch weiterbildete. 1888 kandidierte er erstmals für die Demokraten als Kongressabgeordneter, allerdings vergeblich.
1892 war seine Kandidatur im 18. Distrikt von Ohio dann erfolgreich. Er diente allerdings nur eine Legislaturperiode und schied dann wieder aus. Er ging zurück nach Ohio und ließ sich in East Liverpool als Arzt nieder. Dort starb Ikirt auch 1927. Er war zwei Mal verheiratet und Vater von sechs Kindern.